# El Progreso Yucubey
El Progreso Yucubey är en ort i Mexiko.   Den ligger i kommunen Santa Lucía Monteverde och delstaten Oaxaca, i den sydöstra delen av landet, 300 km sydost om huvudstaden Mexico City. El Progreso Yucubey ligger 2 571 meter över havet och antalet invånare är 152.
Terrängen runt El Progreso Yucubey är kuperad åt nordost, men åt sydväst är den bergig. Runt El Progreso Yucubey är det ganska glesbefolkat, med 26 invånare per kvadratkilometer. Närmaste större samhälle är Villa Chalcatongo de Hidalgo, 11,7 km nordost om El Progreso Yucubey. I omgivningarna runt El Progreso Yucubey växer huvudsakligen savannskog.